# Love and Doughnuts
Pour plus de détails, voir Fiche technique et Distribution.
Love and Doughnuts est un court métrage muet américain réalisé par Roy Del Ruth, sorti en 1921.

## Synopsis
Comédie mettant en scène les aventures d'un couple de pâtissiers.

## Fiche technique
- Réalisation : Roy Del Ruth
- Producteur : Mack Sennett
- Durée : 20 minutes
- Date de sortie : 15 septembre 1921

## Distribution
- Ben Turpin : le boulanger

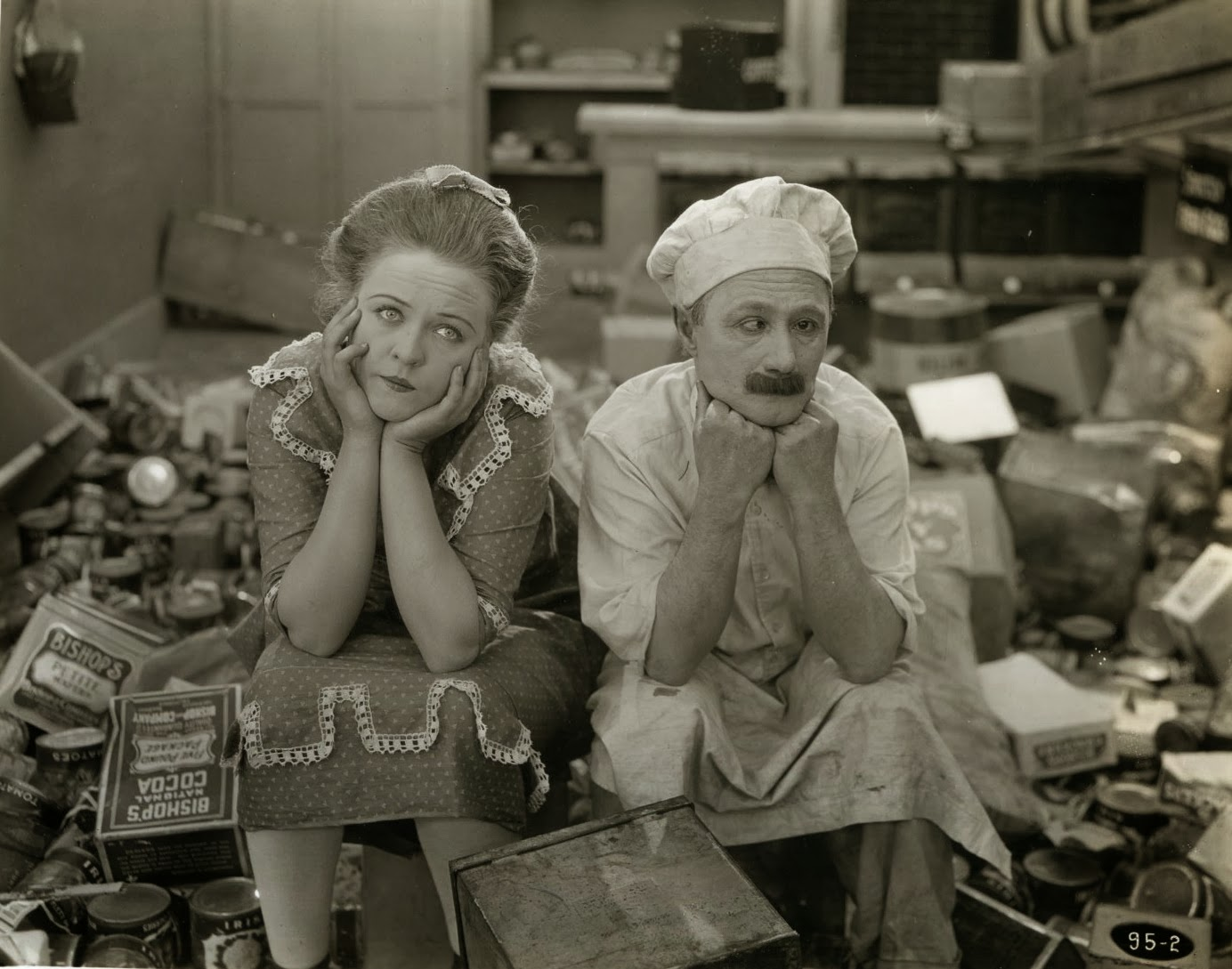
Phyllis Haver et Ben Turpin dans une scène du film

- Phyllis Haver : la fiancée du boulanger
- Billy Bevan : le voleur
- Kewpie Morgan : l'assistant du boulanger
- Mildred June : The Society Belle
- Frank Bond : l'étranger
- Billy Armstrong
- Al Cooke

## Production
Le chassé-croisé entre Ben Turpin et Kewpie Morgan, son assistant, est accéléré de telle façon que les personnages semblent passer à travers les portes comme des métronomes.
Le film a été édité par Pathé consortium Cinéma, et projeté dans une salle à Paris du 4 au 10 juillet 1924 sous le titre Amour et pâtisserie.